# Tetrasporales
Na taxonomia, os Tetrasporales são uma ordem de algas verdes, especificamente o Chlorophyceae.